# Ampelisca natalensis
Ampelisca natalensis är en kräftdjursart. Ampelisca natalensis ingår i släktet Ampelisca och familjen Ampeliscidae. Inga underarter finns listade i Catalogue of Life.